# Рассадники (Московская область)
Рассадники — деревня в Талдомском районе Московской области Российской Федерации, в составе сельского поселения Гуслевское. Деревня располагается рядом с дорогой Р112 в 4 км от центра Талдома. Так же как деревни Серебренниково и Григорово располагается вдоль старой Большой торговой дороги из Москвы в Кашин. Население — 29 чел. (2010).

## Население
| 1859 | 1888 | 1926 | 2002 | 2006 | 2010 |
| ---- | ---- | ---- | ---- | ---- | ---- |
| 83   | ↗134 | ↗211 | ↘26  | ↗36  | ↘29  |

## История
В 1781 году деревня принадлежала Никите Ивановичу Кожину, было в ней 11 дворов и проживало 55 человек.
В 1829 году состояла из 12 дворов, в которых проживало более 150 человек.
В 1851 году в деревне было 8 дворов и 71 житель и принадлежала она поручице Екатерине Петровне Кожиной с детьми. Чем объясняется уменьшение количества населения, источники не поясняют.
В 1859 году помещичья деревня, 9 дворов, 83 жителя.
За последующие тридцать лет жителей прибавилось: в деревне проживало 134 человека. В «Описании» о Рассадниках говорится так: «…д. Рассадники, прихода Талдомского, на высоком месте. По полям проходит безымянный ручей. Поля ровные, почва подзолистая, подпочва песчаная. Промысел башмачный, в селении два башмачных заведения». В деревне только один мужчина знал грамоту. В Талдоме учился один мальчик из семи.
Положение дачи ровное, с незначительным скатом, на правой стороне рч. Куйшинки, которая течет по низине и по обе стороны Большой торговой дороги из г. Москвы в г. Кашин. Весною рч. Куйшинка разливается на 20 сажен; в жаркое время течение её прекращается и вода держится в бочагах. Вода в колодцах для употребления хороша. Большая дорога в некоторых местах поднята хворостом, устлана валежником и содержится по участкам обывателями. Почва серая. Дер. Расадники лежит на Большой торговой дороге из г. Москвы в г. Кашин, в ней 15 тягол, 8 дворов и по 9 ревизии мужского пола 36, женского 35 душ; от г. Калязина она в 68, от приходской церкви в с. Талдоме в 3 и от квартиры 2 стана в дер. Плоской в 40 верстах. В деревне есть запасный хлебный магазин, в нем на лицо ржи 96, овса 48 четв.; пожарный инструмент 1 багор и 1 ухват; изб 15 белых. Крестьяне, русские православные, занимаются хлебопашеством и другими промыслами; все они состоят на оброке. Высевается на тягло: ржи 1 ½ , овса 2, ячменю ½ четв, льну ½ и гороху ¼ четвер. В огородах сеют, для своего домашнего обихода: картофель, коноплю, капусту и другие овощи. Сенокос делят по числу душ; лес дается владелицей из другой дачи. Средний урожай ржи сам 4, ярового хлеба сам 3, сена на каждое тягло накашивается по 140 пуд. На тягло приходится по 1 лошади, 1 корове и 2 овцы, а у 6 тягол еще и по 1 поросенку. На заработки на целый год уходит 1 чел. в Петербург, а в свободное время уходят 9 чел. в Москву и занимаются башмачным мастерством; дома в деревне 2 чел. занимаются тем же мастерством; в продолжении года приготовляется 500 пар башмаков и сбываются они в с. Кимрах на сумму до 300 руб.сер.Межевое описание Тверской губернии Калязинского уезда 1855 года
С 1894 года по 1896 год в деревне жил и обучался башмачному ремеслу будущий революционер Николай Моисеевич Собцов, именем которого названа одна из центральных улиц в Талдоме.
В 1926 году в окрестностях деревни возле реки Куйминки во время вспашки поля лемехом плуга был раздавлен глиняный горшочек, в котором оказалось около 1000 серебряных монет. В Московском историческом музее определили, что монеты относятся ко времени Великого Тверского княжества в период княжения Бориса Александровича и Михаила Борисовича, 15 век.
В 1927 году деревня была электрифицирована, путём подключения к новой торфяной Власовской электростанции.